# Régiments d'infanterie français d'Ancien Régime (N)
Cet article présente la liste des régiments d'infanterie français d'Ancien Régime, commençant par la lettre N.

## N
- Régiment de Nancré

C'est l'ancien régiment de Beauvau, qui est renommé « régiment de Nancré » après avoir été donné à Claude-Antoine de Dreux, comte de Nancré le 20 juillet 1658. Il est licencié 20 juillet 1660.
- Régiment de Nancy

C'est un régiment provincial qui est créé par ordonnance du 4 août 1771, en remplacement des milices provinciales. Ce régiment est formé des bataillons de Nancy et de Sarreguemines sous le commandement du comte de Ludres. Le régiment est supprimé par ordonnance du 15 décembre 1775 qui fait disparaître les troupes provinciales.
- Régiment de Nangis (1636-1637)

Ce régiment est levé le 16 août 1636 par Nicolas de Brichanteau, marquis de Nangis, dans le cadre de la guerre de Trente Ans. Le régiment est mis en garnison à Laon puis il est licencié en 1637.
- Régiment de Nangis (1636-1641)

Ce régiment est levé le 16 août 1636 par François de Brichanteau, comte de Nangis, dans le cadre de la guerre de Trente Ans. Il se trouve au siège de Dole en 1636 puis il rejoint l'armée de Roussillon en 1637 avec laquelle au siège de Fontarabie en 1638,et au siège de Salses en 1639. Il retourne dans le nord de la France et assiste au siège d'Arras en 1640. Il prend le nom de régiment de Persan après avoir été donné le 20 avril 1641 à François de Vaudelar, marquis de Persan.
- Régiment de Nantes

C'est un régiment provincial qui est créé par ordonnance du 4 août 1771, en remplacement des milices provinciales. Ce régiment est formé des bataillons de Nantes et de Redon sous le commandement d'Alexandre Blewin marquis du Penhoët. Le régiment est supprimé par ordonnance du 15 décembre 1775 qui fait disparaître les troupes provinciales.
- Régiment de Nanteuil

Ce régiment est levé 2 février 1632, dans le cadre de la guerre de Trente Ans par N. de Boham, comte de Nanteuil. Il se trouve au siège de Nancy en 1633, au siège de La Mothe en 1634 et à la reprise de Corbie en 1636 ou il est mis en garnison. Il prend le nom de régiment d'Houdancourt après avoir été donné le 27 juillet 1640 à Antoine de La Mothe, marquis d'Houdancourt.
- Régiment de Naper 

Ce régiment irlandais, est levé le 20 juin 1653 par N. Naper, dans le cadre de la guerre franco-espagnole. Affecté à l'armée de Flandre, il participe au siège de Landrecies en 1655. Il est incorporé le 6 janvier 1657 dans le régiment Royal-Irlandais.
- Régiment de Nassau (1635-1641) 

Ce régiment allemand est levé le 19 janvier 1635 par Guillaume, comte de Nassau. Dans le cadre de la guerre de Trente Ans, il sert en Allemagne et il est licencié en 1641.
- Régiment de Nassau (1707-1709) 

Ce régiment allemand passe le 1er février 1707 de la solde de l'Espagne à celle de France. Engagé dans la guerre de Succession d'Espagne et sert dans l'armée de Flandre. Il prend le nom de régiment de Trefferd après avoir été donné en 1709 à N. de Trefferd.
- Régiment de Nassau 

C'est l'ancien régiment de Nassau-Saarbrück, qui est renommé « régiment de Nassau » après avoir été donné le 20 mars 1758 au prince Louis de Nassau-Sarrebrück. Le 18 janvier 1760, il reçoit l'incorporation du régiment de Saint-Germain. Le « régiment de Nassau » est devenu depuis la Révolution le 9e régiment d'infanterie de ligne.
.

Régiment de Nassau
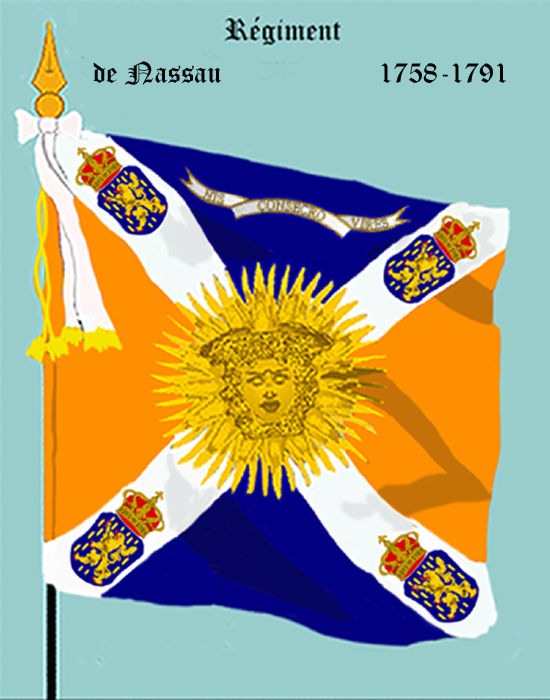
de 1758 à 1791

Régiment de Nassau-Saarbrück
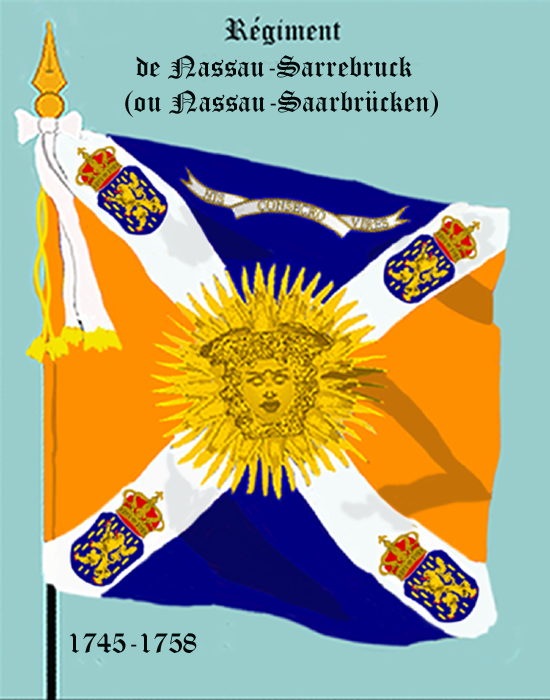
de 1745 à 1758

Ce régiment allemand est levé, par commission, le 1er novembre 1745 par Guillaume Henri, prince de Nassau-Sarrebrück. Il est engagé dans la guerre de Succession d'Autriche et la guerre de Sept Ans. Il prend le titre de régiment de Nassau après avoir été donné le 20 mars 1758 au prince Louis de Nassau-Sarrebrück.
- Régiment de Nassau-Saarbrück
- de 1745 à 1758

- Régiment de Nassau-Siegen

Ce régiment, composé d'infanterie, de cavalerie et d'artillerie, est levé le 10 décembre 1778 par Charles-Henri-Nicolas-Othon, prince de Nassau-Siegen dans le cadre de la guerre franco-anglaise. Il prend le nom de régiment de Montréal (1788-1788) après avoir été donné le 28 février 1788 à Jean Moneins, comte de Montréal.
- Régiment de Nassau-Usingen 

C'est l'ancien régiment de Fersen, qui est renommé « régiment de Nassau-Usingen » après avoir été donné le 12 avril 1754 à Jean Adolphe, comte de Nassau-Usinghen. Engagé dans la guerre de Sept Ans, il participe à la campagne de 1757 en Allemagne. Il est incorporé le 20 mars 1758 avec le régiment de Nassau-Saarbrück et prend le titre de régiment de Nassau. Le « régiment de Nassau-Usingen » avait douze drapeaux et portait habit bleu, revers rouges avec six agréments et autant de boutons blancs de deux en deux, et un septième en haut; deux agréments sous le revers, parements rouges avec trois agréments et boutons, poches en travers avec trois boutons veste et culotte blanches, chapeau bordé d'argent.

Régiment de Nassau-Usingen
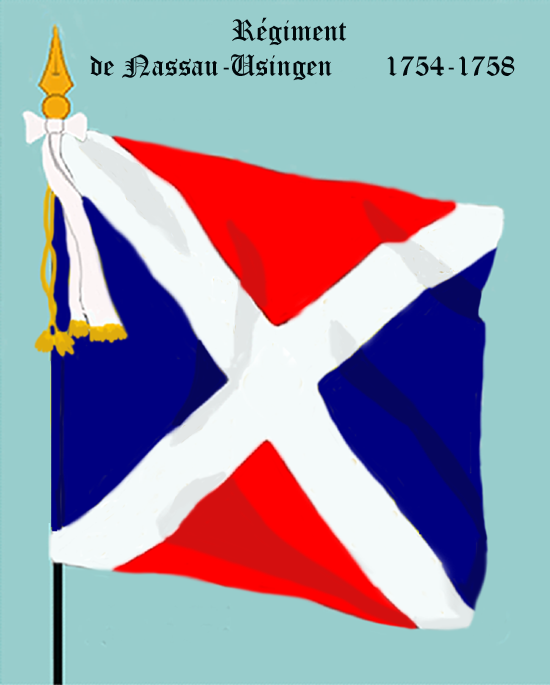
de 1754 à 1758

- Régiment de Navailles (1634-1645)

C'est l'ancien régiment de Navailles-Pontoux, qui est renommé « régiment de Navailles » après avoir été donné à Cyrus de Montaut, baron de Navailles, neveu du précédent mestre de camp N. de Navailles-Pontoux, le 1er août 1634 pour participer à la guerre de Trente Ans. En 1635, il participe au combat de Fresche et à la prise de Spire. En 1636, il se trouve au siège de Dôle. En 1637, il rejoint l'armée de Guyenne avec laquelle il participe, l'année suivante, au siège de Fontarabie. Donné à un frère du mestre de camp en 1639, il est envoyé en Italie et effectue le siège de Turin en 1640 durant lequel le mestre de camp y est tué. Il est alors donné le 18 février 1641 à Philippe de Montaut-Besnac, marquis de Navailles avec lequel il se participe, en 1642 au sièges de Coni et de siége de Tortone, en 1643 au siège de Trino et en 1644 siège de Santia. Le 4 février 1645, il prend le nom de régiment de Navailles-Saint-Geniez.
- Régiment de Navailles (1645-1652)

C'est l'ancien régiment de Poudenx (1642-1645), qui est renommé « régiment de Navailles » en 1645 et qui prend le nom de régiment d'Herbouville (1652-1666) en 1652.
- Régiment de Navailles (1650-1654)

C'est l'ancien régiment de Tilladet, qui est renommé « régiment de Navailles » après avoir été donné, le 11 mars 1650 à Philippe, marquis de Navailles. Il est licencié en 1654.
- Régiment de Navailles (1674-1679)

Le régiment est levé le 19 février 1674 par Philippe de Montaut-Besnac, marquis de Navailles. Il prend le nom de régiment d'Hamilton (1679-1685) en janvier 1679.
- Régiment de Navailles-Pontoux

C'est l'ancien régiment de Lémon, qui est renommé « régiment de Navailles-Pontoux » après avoir été rétabli et donné à N. de Navailles-Pontoux en 1630 dans le cadre de la guerre de Trente Ans. En 1633, il participe au siège de Nancy puis en 1634 au siège de La Mothe ou le mestre de camp y est tué. Le 1er août 1634, il prend le nom de régiment de Navailles.
- Régiment de Navailles-Saint-Geniez

C'est l'ancien régiment de Navailles, qui est renommé « régiment de Navailles-Saint-Geniez » après avoir été donné à Henri de Montaut, marquis de Navailles-Saint-Geniez, le 4 février 1645 pour participer à la guerre de Trente Ans. En 1646, le régiment participe au combat du passage de la Mora, aux sièges d'Orbitello, de Piombino et de Portolongone. Il reste en Italie jusqu'en 1650 puis est envoyé en Guyenne ou il participe durant la guerre des Lorrains au siège de Bordeaux, au siège de Cognac en 1651 et au siège de Saintes en 1652. En 1653, il est affecté à l'armée de Catalogne et il participe à l'expédition de Naples en 1656. À l'armée de Piémont en 1657 il se trouve au siège de Mortare en 1658. Le 20 avril 1667, il prend le nom de régiment de Lamothe.
- Régiment de Navarre

C'est l'ancien régiment des Gardes du Roi de Navarre, qui est renommé « régiment de Navarre » après son admission dans l'armée royale le 1er août 1589 lorsque Henri III de Navarre monte sur le trône sous le nom d'Henri IV. Le 28 août 1684 2 compagnies du régiment sont tirées pour permettre de former le régiment Royal-Bombardiers. Le 9 septembre 1684 plusieurs compagnies du régiment sont tirées pour permettre de former le régiment Bigorre. Le 4 octobre 1692 plusieurs compagnies du régiment forment le régiment d'Albigeois (1692-1714). Le 21 janvier 1714 il reçoit l'incorporation du régiment de Maisonthiers et du régiment d'Hoccart. Le 7 octobre 1714 il reçoit l'incorporation du régiment de Thiérache. Par ordonnance royale du 25 mars 1776, les 2e et 4e bataillons du régiment forment le régiment d'Armagnac. Par ordonnance du 30 janvier 1778, une compagnie du régiment forme le régiment des grenadiers royaux du Quercy. Le « régiment de Navarre » est devenu depuis la Révolution le 5e régiment d'infanterie de ligne.
.

Régiment de Navarre
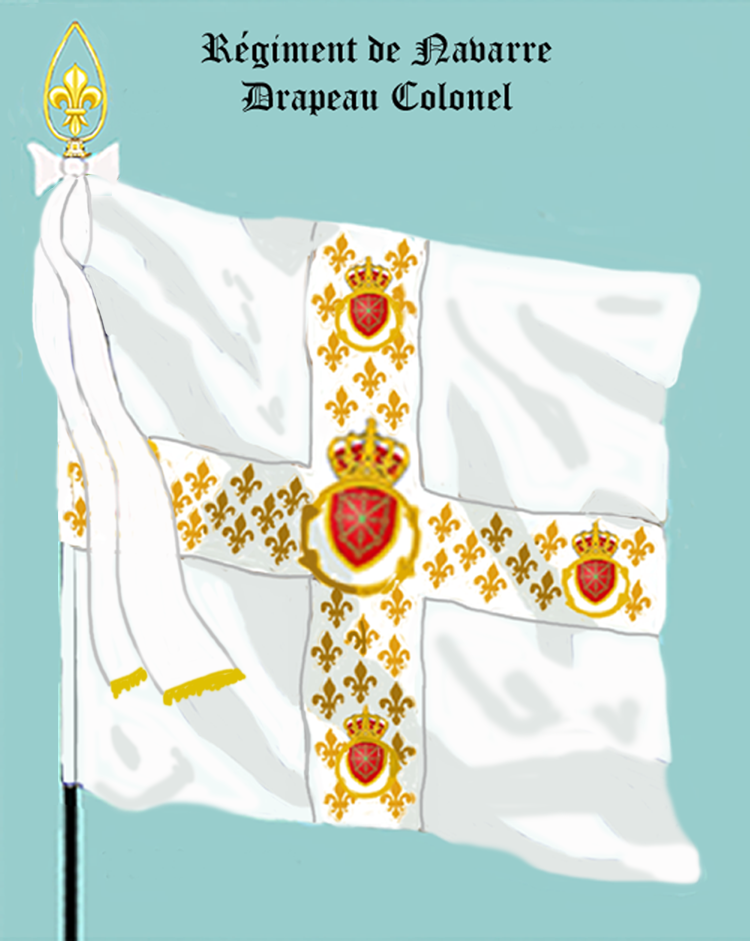
de 1594 à 1791, drapeau Colonel
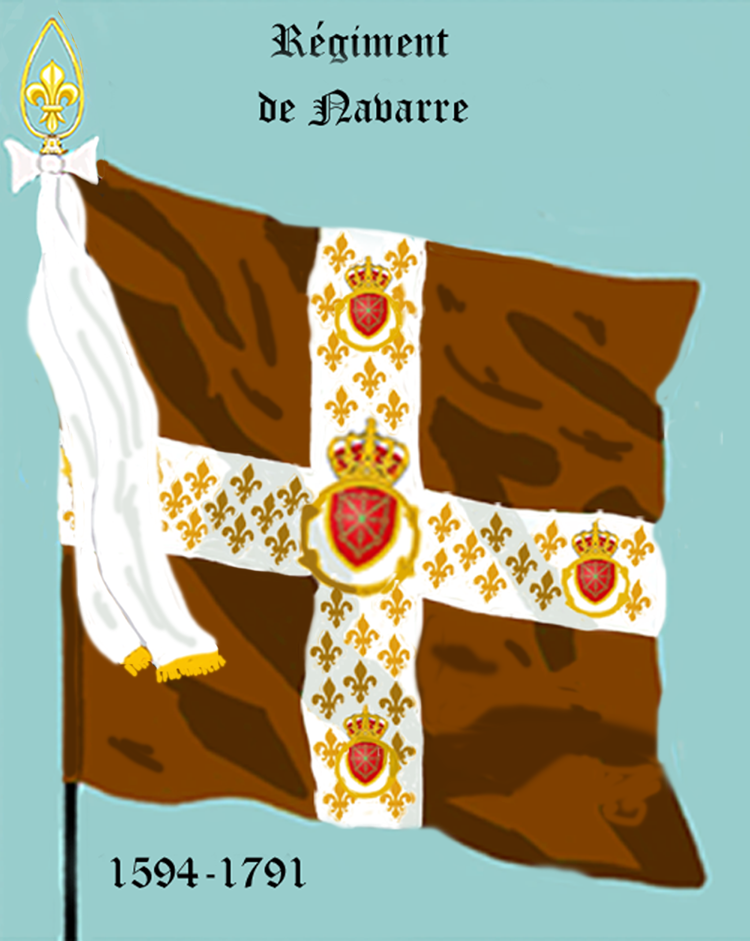
de 1594 à 1791

- Régiment des Navires

Le régiment des Navires a été organisé en 1663 avec les débris des régiments des Galères et des Isles. Il participe à l'expédition d'Afrique en 1664. Il passe cette même année au service de la Compagnie des Indes qui venait d'être constituée par Colbert.
- Régiment de Nérestang (1597-1645)

Ce régiment qui est levé le 6 mars 1597, pour la guerre franco-espagnole, par Philibert, marquis de Nérestang, est renommé régiment de Chappes en 1611. Il reprend le nom de régiment de Nérestang en 1631 et est renommé régiment de Sainte-Mesme en 1645.

Régiment de Nérestang (1597-1645)
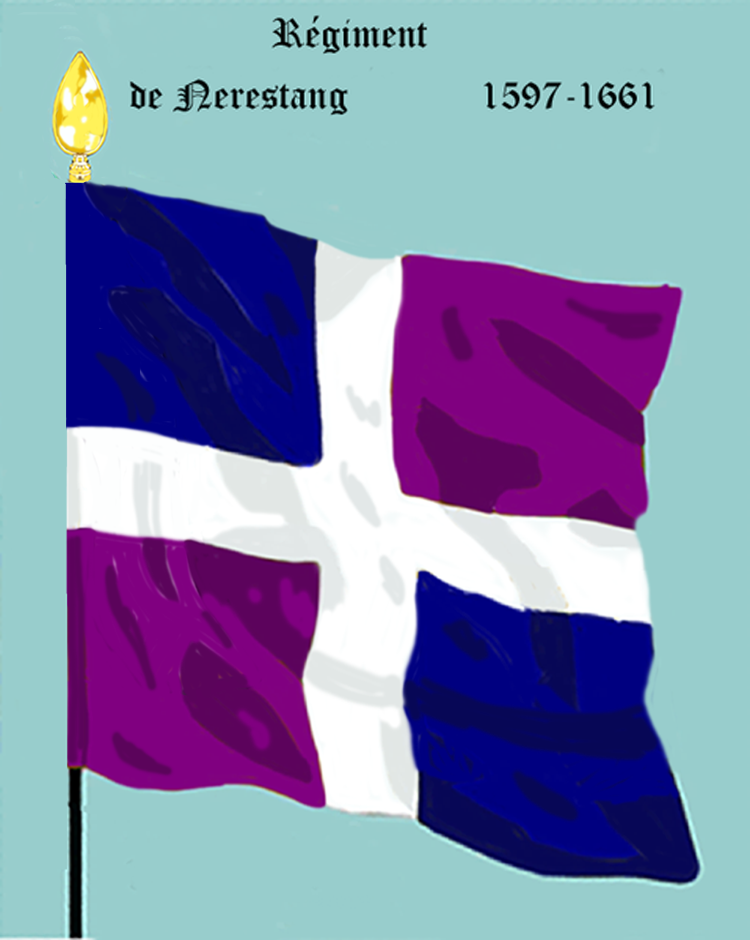
de 1597 à 1645

- Régiment de Nérestang (1622-1623)

Le régiment est levé le 3 mars 1622 par Jean-Claude, marquis de Nérestang pour participer à la répression de la première rébellion huguenote. En 1622, il participe aux sièges de Saint-Antonin et de Montpellier et est licencié le 14 février 1623.
- Régiment de Nérondes

Le régument est levé le 13 août 1624 par N. de Nérondes dans le cadre de la guerre d'Italie. Il rejoint l'armée de Lesdiguières et participe aux sièges de Novi, de Gavi et Verrue. Il est licencié en mai 1626.
- Régiment de Nesde

Ce régiment est levé en 1591, dans le cadre la huitième guerre de Religion, par N. de La Troche pour participer au blocus de Poitiers. Il est licencié la même année.
- Régiment de Nesmond 

Ce régiment lorrain est amené en avril 1606, par N. de Savigny de Nesmond, pour l'expédition de Sedan. Congédié la même année, il est rappelé le 24 avril 1610 et est licencié au mois d'août.

Régiment de Nettancourt (1629-1652)
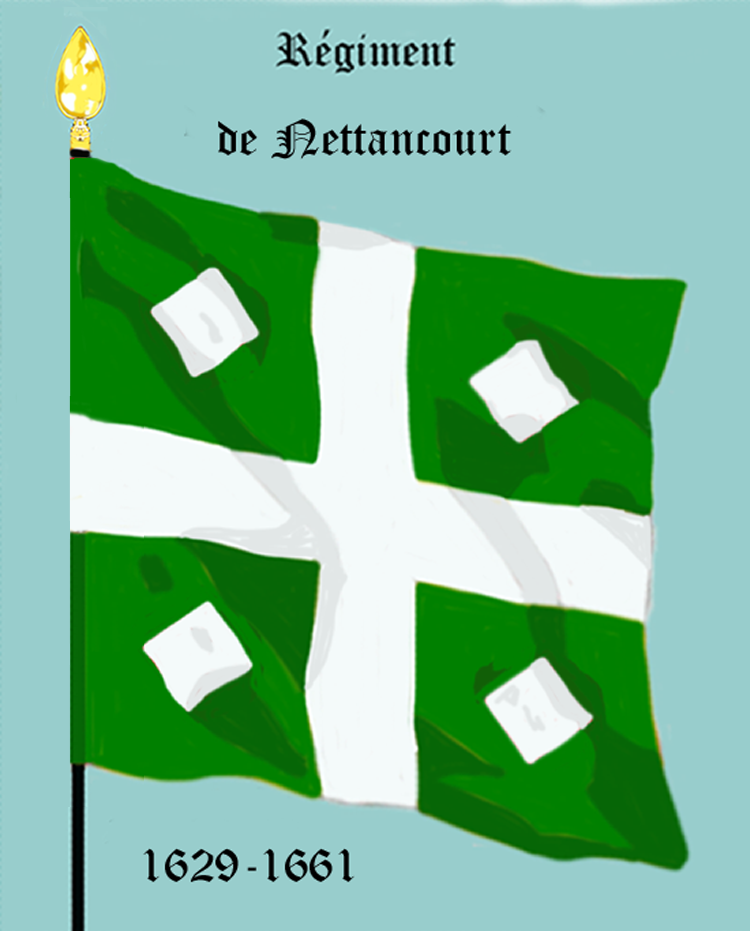
de 1629 à 1652

Ce régiment lorrain est levé le 26 octobre 1629 par Louis, marquis de Nettancourt. Il prend le nom de régiment de Dampierre (1652-1689) le 18 décembre 1652.
- Régiment de Nettancourt (1629-1652)
- de 1629 à 1652

- Régiment de Nettancourt (1695-1704)

C'est l'ancien régiment de Vaubécourt, qui est renommé « régiment de Nettancourt » en 1695 et qui prend le nom de régiment de Mailly en 1704.

Régiment de Nettancourt (1695-1704)
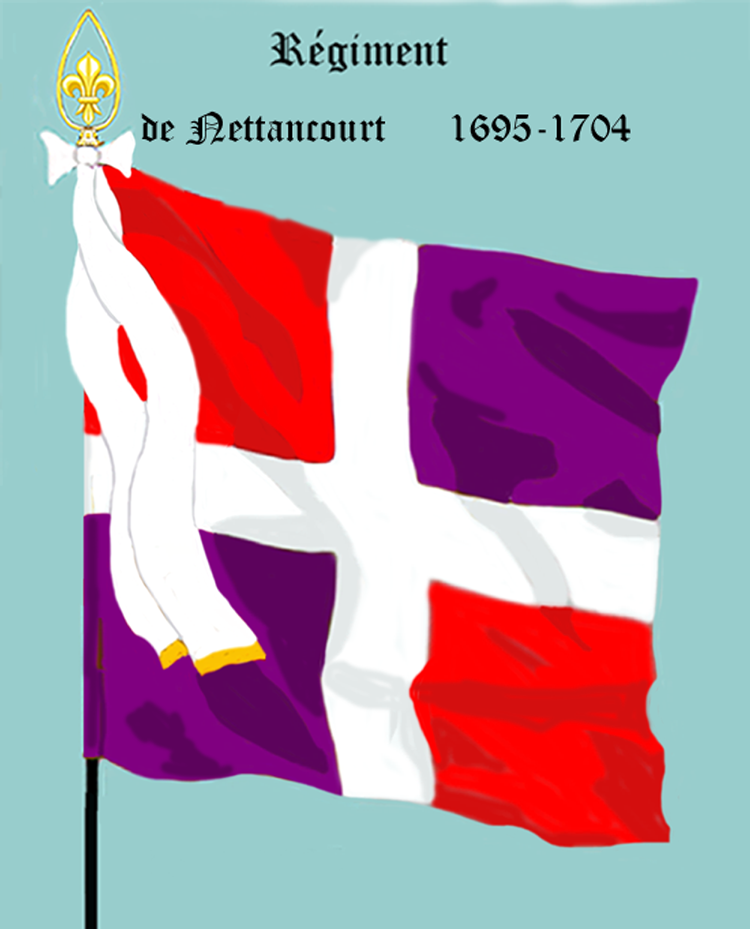
de 1695 à 1704

- Régiment de Neustrie

Le régiment de Neustrie est formé sous ce titre, par ordonnance royale du 26 avril 1775, avec les 1er et 3e bataillons du régiment de Normandie. Par ordonnance du 30 janvier 1778, la compagnie de grenadiers du bataillon de garnison du régiment forme le régiment des grenadiers royaux de la Champagne. Le « régiment de Neustrie » est devenu depuis la Révolution le 10e régiment d'infanterie de ligne.
.

Régiment de Neustrie
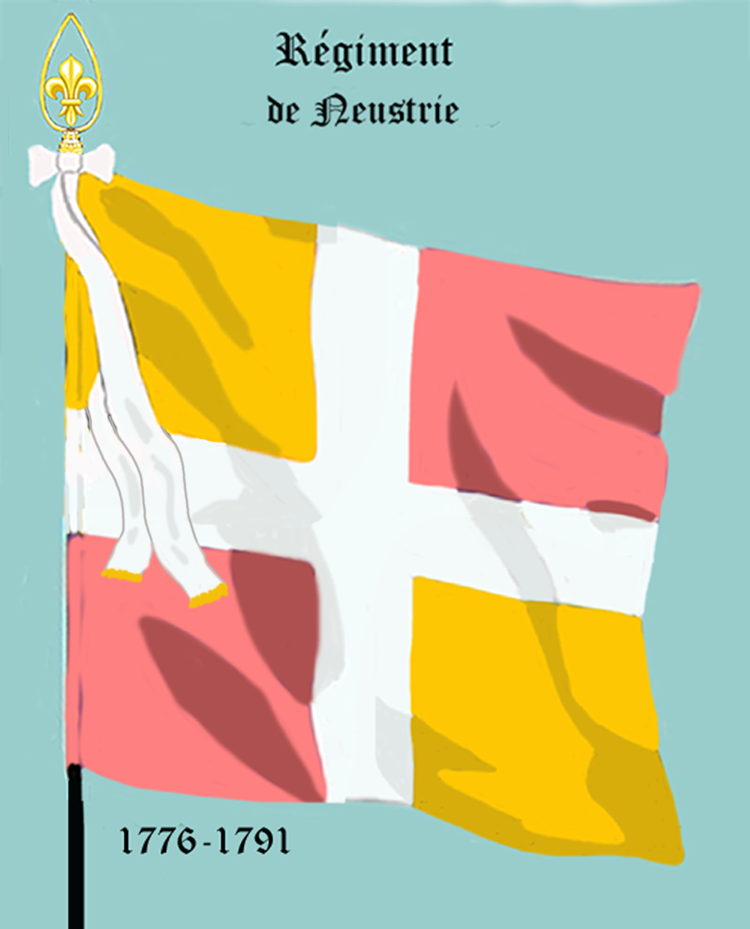
de 1776 à 1791

- Régiment de Neuvy 

Ce régiment protestant est levé en 1585 par Bertrand de Mellet de Fayolles de Neuvy pour la huitième guerre de Religion. En 1586, il participe à la défense de Marans et 1587 à la bataille de Coutras. En 1586 il est à la prise de Villebois. Le mestre de camp y est tué et est remplacé par Hector de Préaux, qui donne son nom au régiment.
- Régiment de Nice (1688-1690) 

Ce régiment piémontais est admis le 24 octobre 1688 au service de France. Le 26 septembre 1690, après la défection du duc de Savoie Victor-Amédée, le régiment est cassé et incorporé dans le régiment de Montroux.
- Régiment de Nice (1691-1762)

C'est l'ancien régiment de Saint-Laurent, qui prend le titre « régiment de Nice » le 8 mai 1691 du nom du comté de Nice, qui venait d'être conquis. Dans le cadre de la guerre de la Ligue d’Augsbourg, il participe au siège de Namur et à la bataille de Steinkerque en 1692, à la bataille de Neerwinden et au siège de Charleroi en 1693, à la défense de Namur en 1695 puis il sert sur la Meuse et la Moselle jusqu'à la paix. Dans le cadre de la guerre de Succession d'Espagne, le régiment rejoint l'armée d'Allemagne en 1702 avec laquelle il participe aux prises de Trèves et de Traerbach, aux sièges de Brisach et de Landau et à la bataille de Speyerbach en 1703, et à la de Höchstädt en 1704. Affecté à l'armée de Flandre en 1705, il assiste à la bataille de Ramillies en 1706, et à la bataille d'Audenarde en 1708. Il est donné le 11 mars 1708 au marquis de Sérent, fils aîné du marquis de Saint-Laurent. Il se trouve à la défense de Mons en 1709, à la défense d'Aire en 1710 puis sert en Flandre jusqu'à la paix. Il est donné le 4 février 1716 au deuxième fils du marquis de Saint-Laurent puis il est donné le 30 janvier 1721 au troisième fils du marquis de Saint-Laurent puis il est donné le 9 avril 1724 à Louis-François de Damas, marquis d'Anlezy, gendre du marquis de Saint-Laurent. Il participe à la Guerre de Succession de Pologne dans le l'armée d'Allemagne avec laquelle il se trouve au siège de Kehl en 1733, au siège de Philippsbourg en 1734. Pour la guerre de Succession d'Autriche, il rejoint l'armée de Bohême, avec laquelle il participe à la prise de Prague en 1741, à la bataille de Sahay et à la défense et retraite de Prague en 1742. Revenu en Bavière, il assiste à la bataille de Dettingen en 1743 puis il rejoint l'armée du Bas-Rhin en 1744 avec laquelle il se trouve au siège de Fribourg. Donné le 10 septembre 1744 à Louis-Gilbert-Gaspard, comte de Châteaugay de La Queuille et rejoint l'armée de Flandre en 1746 en participant aux prises de Mons et de Charleroi, et à la bataille de Rocoux de 1746, à la bataille de Lauffeld en 1747 et au siège de Maastricht en 1616. Il se trouve au camp de Valence en 1755, à la Expédition de Minorque en 1756 et est placé en 1757 sur les côtes de Bretagne. Il est donné en mai 1758 à Jacques-Gabriel-Louis Le Clerc, marquis de Juigné, puis au vicomte de La Tournelle, et en 1761 au chevalier de La Tour du Pin avec lequel il participe à la défense de Belle-Île en 1761. Il est incorporé le 10 décembre 1762 dans le régiment de Lyonnais. Les cinq drapeaux d'ordonnance du régiment de Nice avaient le fond rouge, avec une bordure bleue, ondée en dedans, autour du drapeau et autour de chaque carré; chaque carré était, en outre, traversé par une bande ondée bleue en diagonale. L'uniforme consistait en habit, culotte, collet et parements blancs; veste rouge; boutons jaunes; poches en long garnies de trois boutons, autant sur les manches; chapeau bordé d'or.

Régiment de Nice
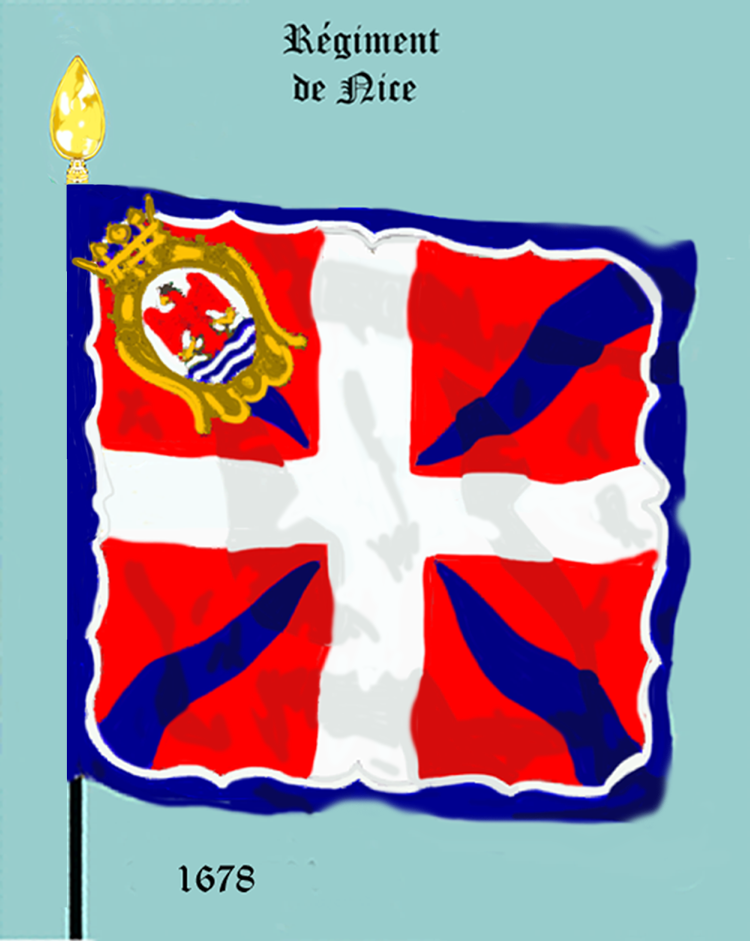
de 1678 à 1691
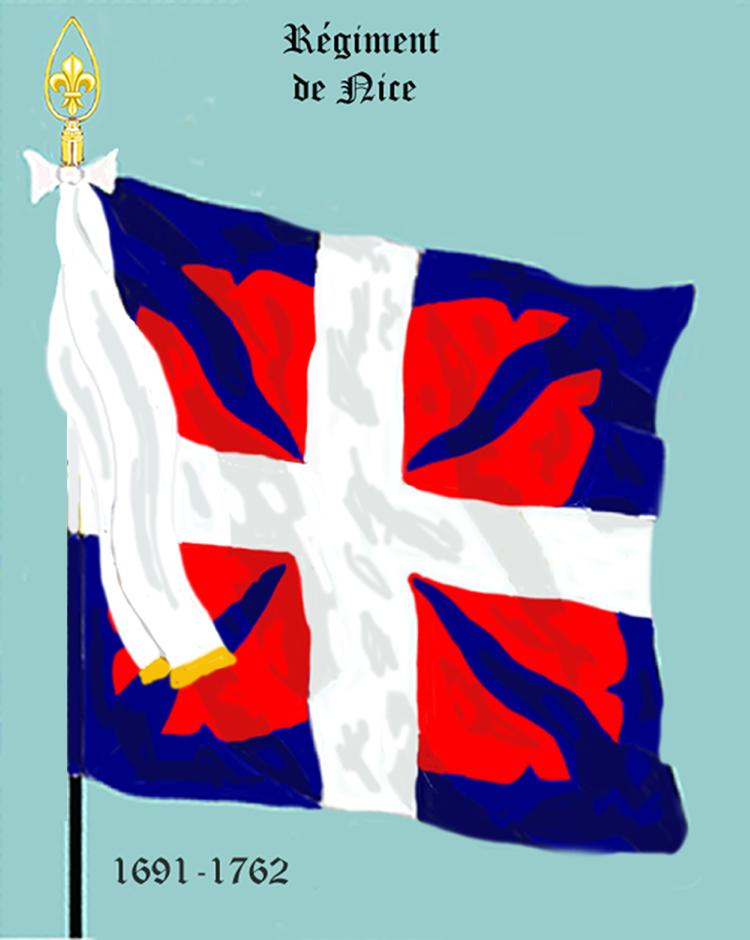
de 1691 à 1762

- Régiment de Nivernais (1628-1629)

Ce régiment est levé sous ce titre en mai 1628 par Charles de Gonzague, duc de Nevers. Il est envoyé en Piémont au secours du duc de Mantoue, dans le cadre de la guerre de Succession de Mantoue. Il est licencié en 1629.
- Régiment de Nivernais (1684-1753)

Ce régiment est créé sous ce titre le 17 septembre 1684 et formé avec des compagnies du régiment de Picardie. Il est donné à Paul-Sigismond de Montmorency-Luxembourg, comte de Luxe, remplacé 18 octobre 1689 par Élie de Castelmoron, comte de Belzunce. Engagé dans la guerre de la Ligue d'Augsbourg il se trouve au siège de Mons en 1691, au siège de Namur en 1692 puis rejoint l'armée d'Italie avec laquelle il assiste à la bataille de La Marsaille en 1693, et au siège de Valenza en 1696, avant de passer à l'armée de la Meuse en 1697. Donné en mars 1701 à un membre de la famille Montmorency-Luxembourg, il participe à la guerre de Succession d'Espagne dans l'armée d'Allemagne, et se trouve à la bataille de Friedlingen en 1702, au siège de Kehl et à l'expédition de Bavière en 1703, à la bataille d'Höchstädt en 1704. Il est donné le 17 septembre 1704 à Paul-Hippolyte de Sanguin, chevalier de Livry qui le mène à l'armée de la Moselle en 1705, à l'armée du Bas-Rhin en 1706, à l'armée de Flandre en 1707, à la bataille d'Audenarde en 1708, à la bataille de Malplaquet en 1709, à la bataille d'Arleux en 1711, à la bataille de Denain, aux sièges de Douai, du Quesnoy et de Bouchain en 1712 et aux sièges de Landau et de Fribourg en 1713. Il est donné 6 mars 1719 à Jean-Théophile de Béziade, marquis d'Avaray. Engagé dans la guerre de Succession de Pologne il est affecté à l'armée d'Italie en 1733 et participe à aux batailles de Parme et de Guastalla en 1734 durant laquelle le régiment se couvre de gloire mais le colonel s'y fait tuer. Il est donné le 25 novembre 1734 à Charles de Béziade, marquis d'Avaray, frère du précédent. Le régiment rentre en France en 1736 puis il fait les campagnes de Corse de 1739 à 1741. Pour la guerre de Succession d'Autriche, il rejoint l'armée de Flandre en 1742, l'armée du Bas-Rhin, et participe à la bataille de Dettingen en 1743, à la prises d'Ypres et de Furnes en 1744. Il est donné en juillet 1744 à Louis d'Astorg d' Aubarède, marquis de Roquépine et se trouve au siège de Tournai, à la bataille de Fontenoy, aux prises de Termonde, d'Audenarde et d'Ath en 1745, au siège de Namur, et à la bataille de Rocoux en 1746 puis il passe en Provence et est donné le 5 juin 1747 à Charles-François Just, marquis de Monteils qui mène l'unité à la conquête du comtéde Nice et à la défense de la rivière de Gênes jusqu'à la paix. Il prend le titre de régiment La Marche-Prince après avoir été donné le 9 février 1753 à Louis-François-Joseph de Bourbon-Conti, comte de La Marche. Les deux drapeaux d'ordonnance du régiment de de Nivernais avaient dans chaque carré trois bandes perpendiculaires à la hampe, une feuille morte, une bleue et une isabelle, en commençant par le haut.

Régiment de Nivernais (1684-1753)
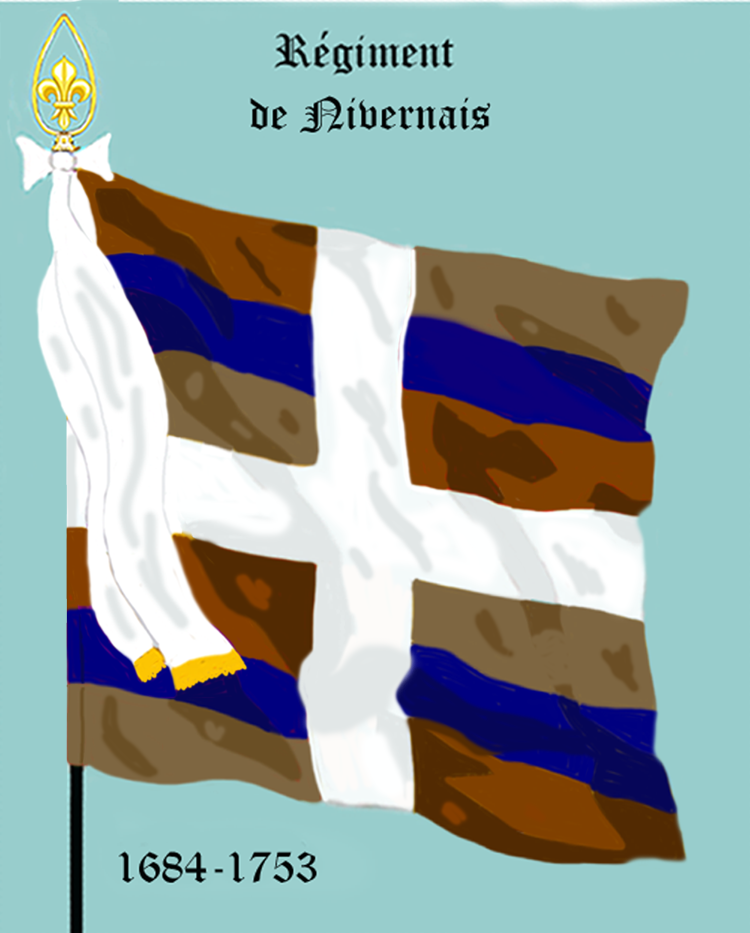
de 1684 à 1753

- Régiment de Nivernais (1775-1778)

C'est l'ancien régiment d'Eu, qui est renommé « régiment de Nivernais » le 5 août 1775 et qui prend le titre de régiment du Maréchal de Turenne le 22 octobre 1778.

Régiment de Nivernais (1775-1778)
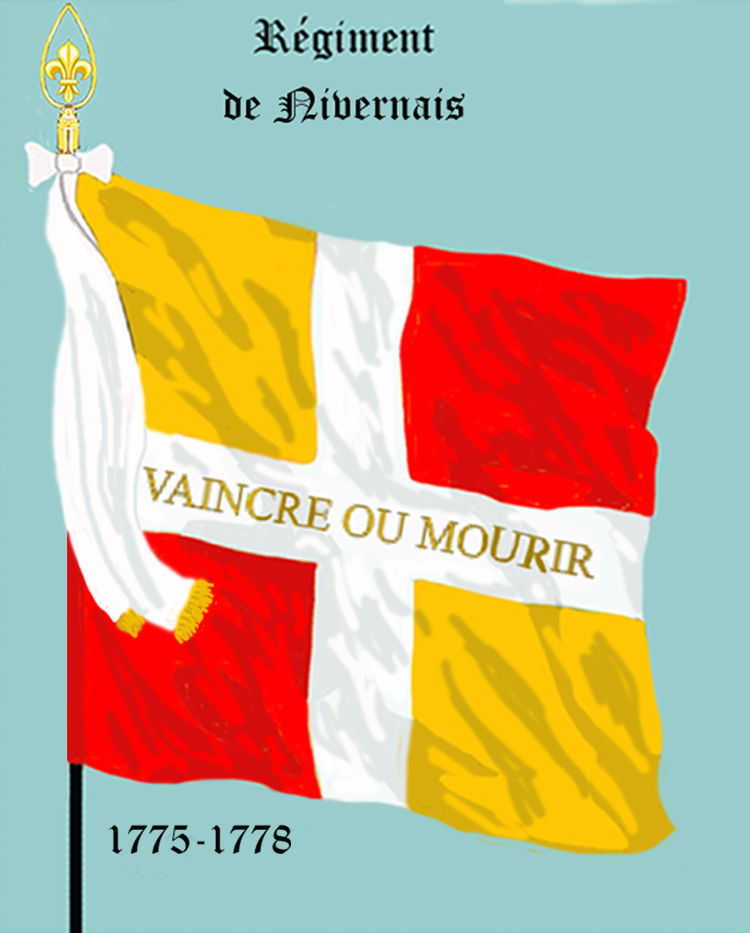
de 1775 à 1778

- Régiment de Noailles (1616-1634)

Ce régiment est levé le 22 avril 1616, par François comte de Noailles. Il sert en Auvergne et est réformé le 1er décembre 1616 après la paix de Loudun. Rétabli le 3 octobre 1634 pour la guerre de Trente Ans, il participe au siège de la Mothe et est licencié après la campagne.
- Régiment de Noailles (1639-1646)

C'est l'ancien régiment de Montclar, qui est renommé « régiment de Noailles » en 1639. Le régiment quitte alors l'Italie et passe en Picardie et participe au siège et bataille de Thionville en 1639 et au siège d'Arras en 1640. Il retourne en Italie en 1641 et se trouve à la prise de Coni, puis aux prises de Collioure et de Perpignan en 1642, à la bataille de Rocroi et à la prise de Thionville en 1643. Il est mis en garnison à Perpignan en 1644 et prend le nom de régiment du Breuil après avoir été donné 1er février 1646 à Georges du Breuil.
- Régiment de Noailles (1650-1652)

Le régiment est levé le 25 juin 1650 par Anne, comte de Noailles. Durant la fronde, il participe au siège de Bordeaux en 1650 puis il est envoyé à l'armée de Catalogne en 1651. Il est licencié après la campagne de 1652.
- Régiment de Noailles (1677-1678)

Le régiment est levé le 22 juillet 1677 par Anne, duc de Noailles. Envoyé à l'armée de Catalogne, il participe au combat d'Espouilles, et à la prise de Puycerda en 1677. Il est licencié le 15 février 1678.
- Régiment de Noailles (1689-1691)

Le régiment est formé le 1er janvier 1689 des milices de Roussillon, par Anne-Jules, duc de Noailles. Il est incorporé le 1er octobre 1691 dans un autre régiment levé par le duc de Noailles (le régiment de Noailles (1691-1704)).
- Régiment de Noailles (1691-1704)

Ce régiment est formé le 1er octobre 1691, par Anne-Jules, duc de Noailles, du bataillon de Massas du régiment de Normandie. Dans le cadre de la guerre de la Ligue d'Augsbourg il est affecté à l'armée de Roussillon et se trouve au siège de Roses (ca) en 1693, à la bataille du Ter, et aux prises de Gérone (ca), de Palamos, d'Ostalrich, et de Castelfollit en 1694, puis il rejoint l'Italie, et assiste au siège de Valenza en 1696 avant d'être dirigé sur l'armée de la Meuse en 1697. Il engagé dans la guerre de Succession d'Espagne, à l'armée d'Allemagne en 1701 il participe au siège de Kelh et à la campagne de Bavière en 1703. Il prend le nom de régiment de Beaufermés après avoir été donné en 1704 à N. de Beaufermés.

Régiment de Noailles (1691-1704)
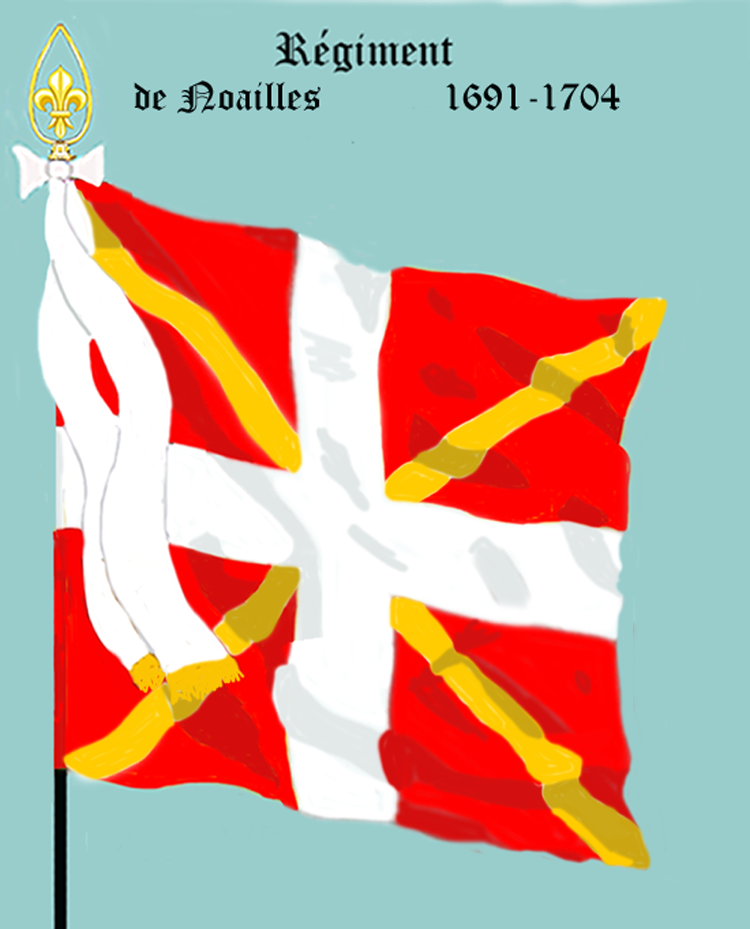
de 1691 à 1704

- Régiment de Noailles (1696-1696)

C'est l'ancien régiment de Guiche, qui est renommé « régiment de Noailles » le 1er juin 1696 et qui prend le nom de régiment de Coëtquen le 20 novembre 1696.

Régiment de Noailles (1696-1696)
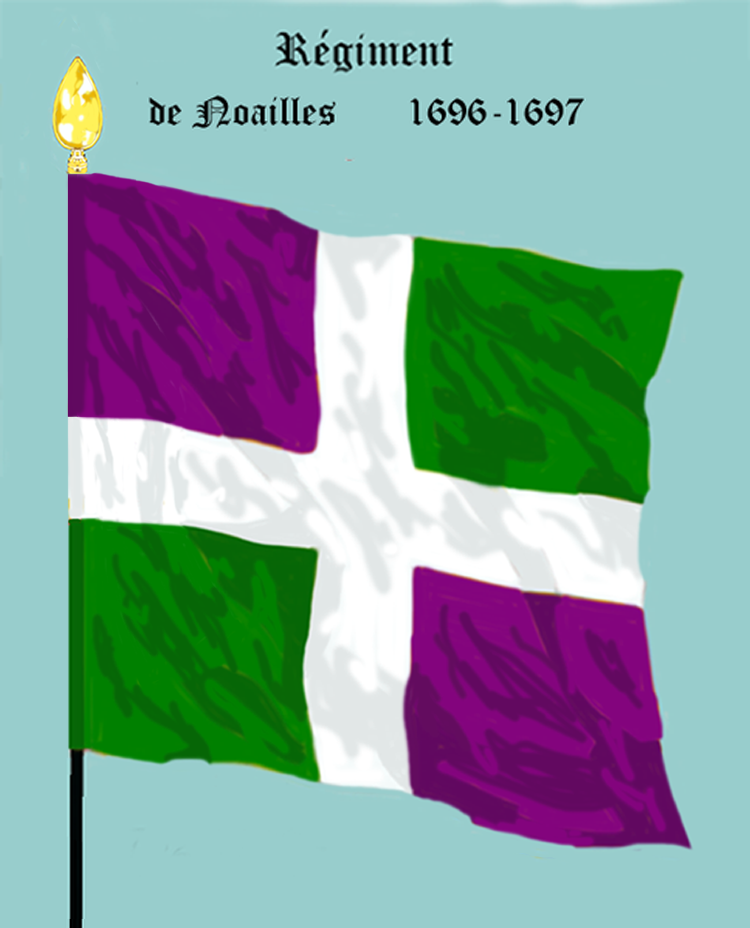
en 1696

- Régiment de Noailles (1734-1744)

C'est l'ancien régiment d'Estaing, qui est renommé « régiment de Noailles » en 1734 et qui prend le nom de régiment de Custine le 29 juin 1744.

Régiment de Noailles (1734-1744)
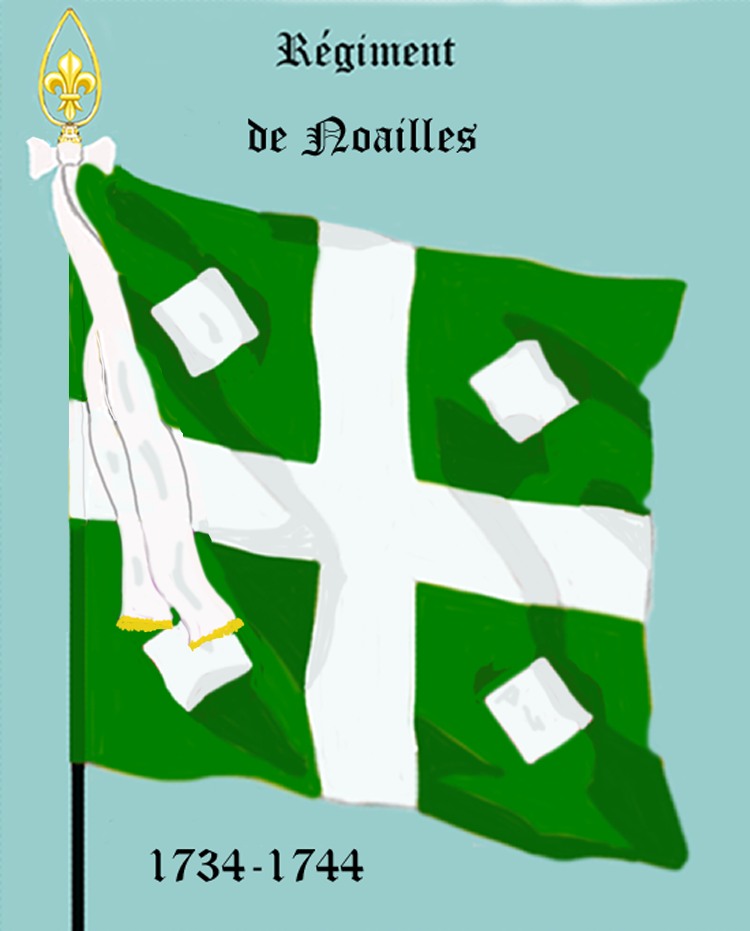
de 1734 à 1744

- Régiment de Nocé

Le régiment est levé le 3 octobre 1634 par N. de Nocé, dans le cadre de la guerre de Trente Ans. Cette même année il se trouve au siège de La Mothe puis il sert en Lorraine et en Alsace avant de participer au siège de Moyenvic en 1639 et d'être licencié après cette campagne.
- Régiment de Noé

Le régiment est levé le 1er janvier 1706 par Marc Roger, marquis de Noé. Engagé dans la guerre de Succession d'Espagne, il est armée de Roussillon, et il participe à la défense de Sète en 1710, au de Gérone (ca) en 1711, au siège de Barcelone en 1714. Il est incorporé le 29 juillet 1715 dans le régiment de La Marine et dans le régiment d'Anjou (1671-1753).
- Régiment de Nogaret (1580-1580)

Le régiment est levé le 15 avril 1580 par Jean Louis de Nogaret, duc d'Épernon dans le cadre de la septième guerre de Religion. Il participe au siège de La Fère et est licencié la même année après la paix du Fleix.
- Régiment de Nogaret (1705-1714)

C'est l'ancien régiment d'Aubigné (1702-1705), qui est renommé « régiment de Nogaret » après avoir été donné le 24 septembre 1705 à François Louet de Calvisson, marquis de Nogaret. Engagé dans la guerre de Succession d'Espagne il se trouve à la bataille d'Harelbecke en 1711. Il est licencié le 7 octobre 1714.
- Régiment de Noirmoutier

C'est l'ancien régiment de Bellefonds, qui, après avoir été détruit en 1644 à la bataille de Fribourg est rétabli sous le nom de « régiment de Noirmoutiers » le 25 janvier 1645 par Louis de La Trémouille, duc de Noirmoutiers. Affecté à l'armée de Picardie, il participe aux sièges de Courtrai et de Dunkerque en 1646, aux siège d'Ypres et bataille de Lens en 1648. Il sert en Anjou en 1649 puis assiste au siège et à la bataille de Rethel en 1650 avant de rejoindre l'armée de Guyenne en 1652 puis l'armée de Catalogne en 1653 avec laquelle il se trouve au siège de Gérone et, en 1654, à la prise de Puycerda. Il prend le nom de régiment de Vitry après avoir été donné en 1656 à N. de Vitry. Il reprend le nom de régiment de Noirmoutiers après avoir été rendu le 12 décembre 1659 au duc de Noirmoutiers. Il est licencié le 20 juillet 1660.
- Bandes de Normandie

Voir à Bandes
- Légion de Normandie

Elle est formée par ordonnance du 24 juillet 1534 avec les anciens francs-archers de la province de Normandie et disparait après 1563.

Régiment de Normandie
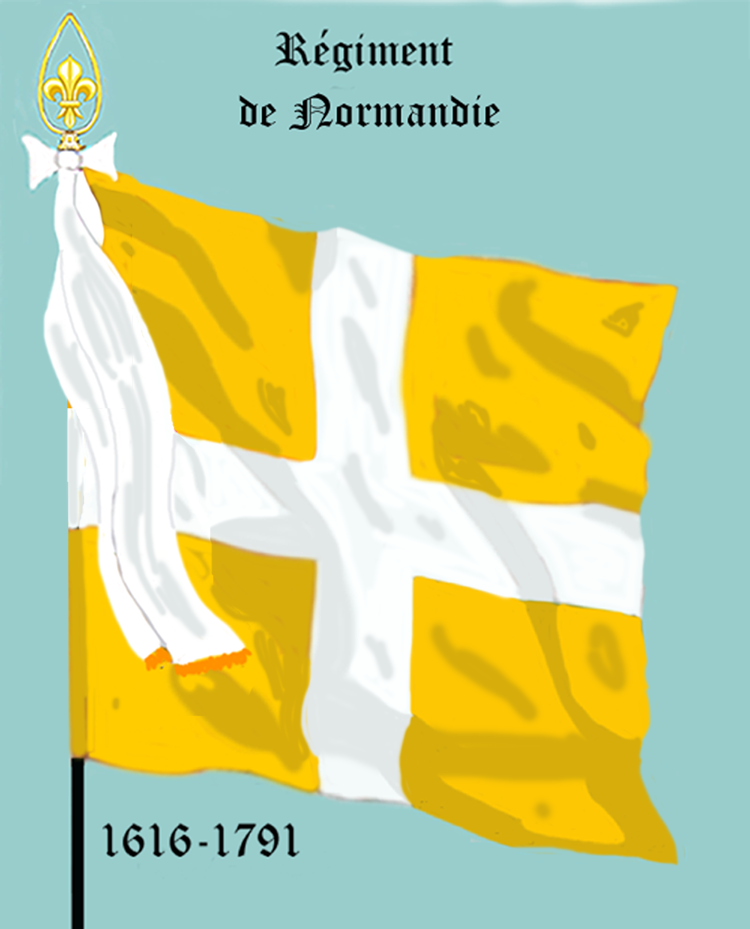
de 1616 à 1791

C'est l'ancien régiment du Maréchal d'Ancre, qui prend le titre de « régiment de Normandie » le 25 avril 1617 après l'assassinat du Maréchal d'Ancre. Le 14 septembre 1684 un bataillon du « régiment de Normandie » forme le Régiment de Bresse (1684-1762). Le 1er octobre 1691, le bataillon de Massas du « régiment de Normandie » forme le régiment de Noailles (1691-1704). Le 23 décembre 1695 le bataillon d'Arnaud du « régiment de Normandie » forme le régiment de Puynormand. Le 18 novembre 1698 il reçoit l'incorporation du régiment de Bueil. Le 20 novembre 1714 il reçoit l'incorporation du régiment de Roussilles. Un bataillon du régiment qui se trouvait dans les colonies de la mer des Indes est amalgamé, le 18 août 1772, avec des détachements des régiments Royal-Comtois, régiments de Clare et d'Artois pour former les régiments coloniaux de l'Île-de-France et de l'Île-de-Bourbon. Par ordonnance royale du 25 mars 1776, les 1er et 3e bataillons du régiment forment le régiment de Neustrie. Par ordonnance du 30 janvier 1778, la compagnie de grenadiers du bataillon de garnison du régiment forme le régiment des grenadiers royaux de la Normandie. Le « régiment de Normandie » est devenu depuis la Révolution le 9e régiment d'infanterie de ligne.
.
- Régiment de Normandie
- de 1616 à 1791

- Régiment de Nothaft 

C'est l'ancien régiment de Kalembach, qui est renommé « régiment de Nothaft » après avoir été donné au colonel N. Nothaft, en 1641. Dans le cadre de la guerre de Trente Ans il participe à la bataille de Rocroi en 1643 avant de rejoindre l'armée d'Allemagne jusqu'à son licenciement le 2 octobre 1648
- Régiment de Nuaillé

Le régiment est levé le 26 avril 1702 par Charles-Germain Le Mastin, comte de Nuaillé. Engagé dans la guerre de Succession d'Espagne il sert à l'armée de Flandre puis il passe sur la Moselle en 1706, revient en Flandre en 1707 et participe à la bataille d'Audenarde en 1708. Il est incorporé le 20 septembre 1714 dans le régiment de Piémont.
- Régiment de Nupcès

C'est l'ancien régiment de Desclos, qui prend le nom de « régiment de Nupcès » en 1705 après avoir été donné à N. de Nupcès. Engagé dans la guerre de Succession d'Espagne, il sert en Italie et sur les Alpes. Il prend le nom de régiment de Lespinay en 1711 après avoir été donné à N. de Lespinay.